# Aligot vesper oriental
L'aligot vesper oriental (Pernis ptilorhynchus) és un ocell rapinyairede la família dels accipítrids (Accipitridae). Habita zones selvàtiques i boscoses de l'Àsia oriental i meridional, al sud de Sibèria, Mongòlia, nord-est de la Xina, Sakhalín, Japó, el Pakistan, Índia cap a l'est fins a Assam i Bangladesh, Sri Lanka, nord de Myanmar, Sud-est Asiàtic, Sumatra, Borneo, Java i les Filipines. El seu estat de conservació es considera de risc mínim.